# ラガルデール

企業ロゴ

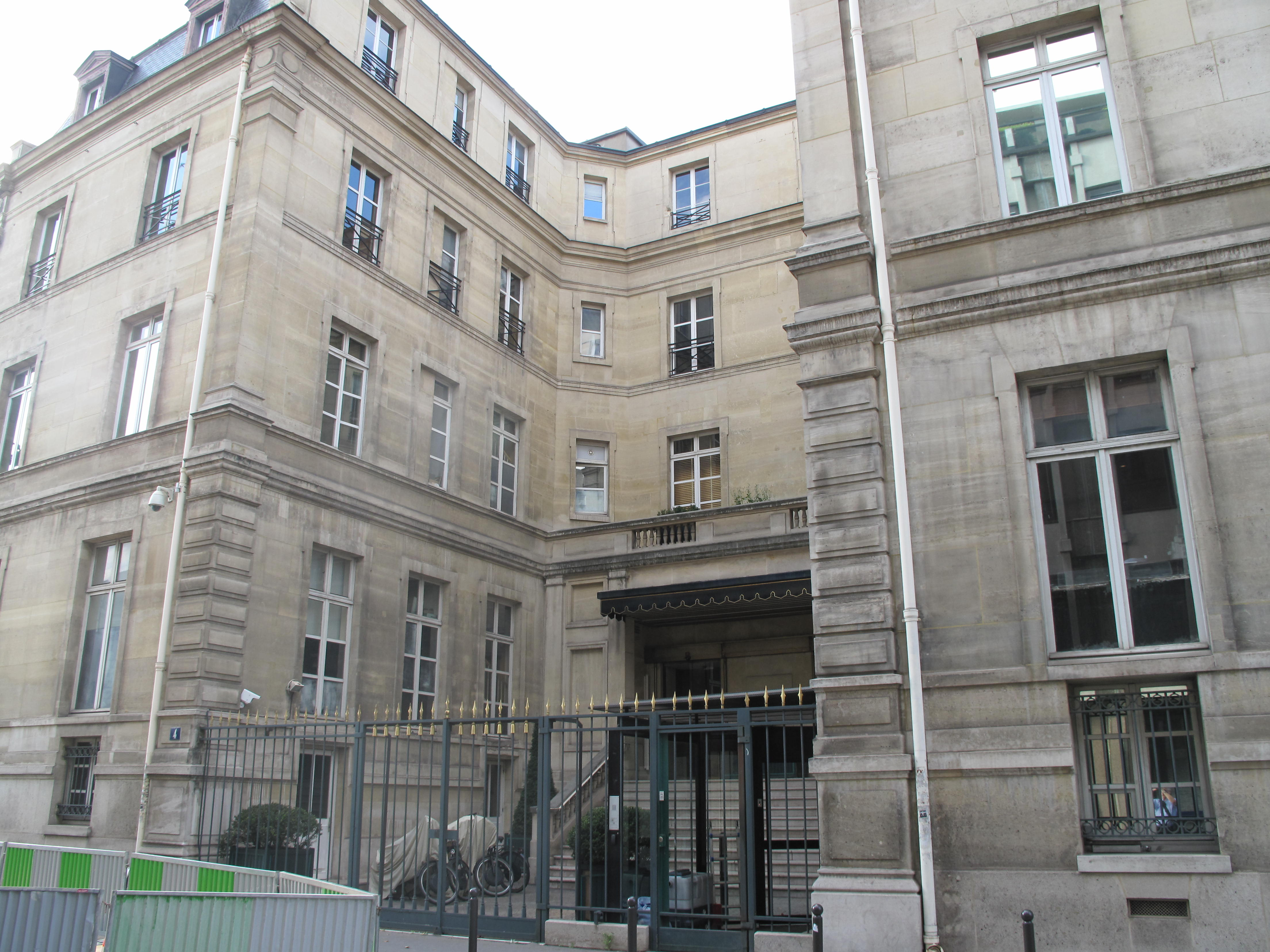
凱旋門至近パリ16区プレズブール通り (Rue de Presbourg) 4番地の本社

ラガルデール（フランス語: Lagardère SA）は、ルイ・アシェット・グループ傘下の書籍出版と旅行小売を柱に事業展開するフランス企業。
ユーロネクスト・パリ上場企業（Euronext: MMB ）。

## 沿革
- 1945年 - マルセル・シャサニーがマトラ（Mécanique Aviation TRAction）を設立
- 1963年 - ジャン・リュック・ラガルデール（フランス語版、英語版）(1928-2003) [1]がマトラの常務取締役に任命される
- 1974年 - ジャン・リュック・ラガルデールがEurope 1のマネージング・ディレクターに任命される
- 1981年 - マトラが、書籍出版（Grasset、Fayard、Stockなど）、プレス（Elle、Le Journal du Dimancheなど）の流通を専門とするアシェットグループを買収。
- 1990年 - Matra EspaceとGEC Marconiの航空宇宙部門が合併し航空宇宙会社Matra Marconi Spaceとなる
- 1992年 - マトラがアシェットを合併しMatra-Hachetteとなる。ジャン・リュック・ラガルデールがMatra-Hachetteの持ち株会社Lagardère Groupeを設立
- 1995年 - Hachette Distribution ServicesがカナダのニューススタンドチェーンであるUCS を買収
- 1996年 - Lagardère GroupeがMatra-Hachetteを吸収合併しLagardère SCAに社名変更[2]。
- 1996年 - Matra DéfenseとBAe Dynamicsが合併し兵器メーカーMatra BAe Dynamicsとなる
- 1997年 - Hachette Filipacchi PresseとFilipacchi Médiasが合併しアシェット・フィリパッキ・メディアとなる。
- 1999年 - 防衛部門のMatra Hautes Technologies（マトラオートテクノロジーズ）がアエロスパシアルと合併しアエロスパシアル・マトラに社名変更。
- 2000年 - インターネットサービスプロバイダ事業Club-Internetをドイツテレコムに売却
- 2000年 - アエロスパシアル・マトラがCASAとダイムラークライスラー・エアロスペースと合併しEADSとなる（2013年EADSの保有株式を売却）。
- 2001年 - achette Distribution Servicesがフランスのヴァージン・ストア・ブランドとヴァージン・メガストアーズの店舗を買収
- 2002年 - アシェット・フィリパッキ・メディアがAttic Futuraを買収
- 2003年2月 - 自動車事業からの撤退を発表し、ルノーの全株式を売却[3]。その後ルノー・アヴァンタイムの生産も中止している。
- 2003年3月 - ジャン・リュック・ラガルデールの死去により創始者の息子のアルノー・ラガルデール（フランス語版、英語版）(1961-) をマネージング・ジェネラル・パートナーに任命。
- 2003年8月 - マトラ・オートモービルの自動車エンジニアリング事業をイタリアの大手カロッツェリアであるピニンファリーナに売却[4]、
- 2004年 - Vivendi Universal Publishingのフランスおよびスペインの資産の一部を取得。
- 2006年 - タイム・ワーナー・ブック・グループを買収
- 2007年ラガルデールパブリッシング、ラガルデールサービス（後のラガルデールトラベルリテール）、ラガルデールアクティブ、ラガルデールスポーツの4つの事業部門に再編成。
- 2011年5月 - ELLEブランドのライセンス事業を除く、米国、イタリア、スペイン、日本、オランダ、香港、メキシコ、台湾、カナダ、ドイツの国際雑誌事業の大部分をハースト・コーポレーションへ売却[5]。
- 2014年12月 - マトラ・マニュファクチャリング＆サービスの小型電気自動車事業をEasybikeグループ（現Rebirthグループ）へ売却[6]
- 2015年8月 - 北米の空港小売店のParadiesを買収[7]
- 2016年4月 - アシェット・ブック・グループがPerseus Booksを買収
- 2018年 - ラガルデールパブリッシング、ラガルデールトラベルリテールの2つの事業部門を中心としたグループに再編成。
- 2018年7月 - イーヘルス部門（DoctissimoおよびMonDocteur）を売却[8]
- 2018年 - マリ・クレールの保有株式をその親会社であるマリ・クレール・グループへ売却[9]
- 2018年8月 - 北米の空港フードサービスのHojeijBranded Foodsを買収[10]
- 2019年2月 - ELLEフランス版などフランスで発行する一部雑誌をチェコ・メディア・インベストへ売却[11]。
- 2019年5月 - Lagardère Activeの一部を除くテレビ部門（Gulli、Canal J、TiJi）を M6グループへ売却。
- 2019年5月 - 有料テレビチャンネルのMezzoをLVMHとCanal +に売却。
- 2019年7月 - ベルギーの空港小売業のInternational Duty Freeを買収[12]
- 2020年 - ラガルデールスポーツ（Sportfive）をH.I.G.キャピタルへ売却[13]
- 2021年4月 - Lagardère SAに組織変更。
- 2022年1月 - アシェットUKがPaperblanksを買収
- 2022年2月 - ラガルデール・トラベル・リテールが、ドバイ空港のフードサービス事業者Creative Table Holdings Ltdの株式の過半数を取得
- 2022年11月 - ラガルデール・トラベル・リテールが、国際的なケータリング事業を行うMarchéグループの持株会社であるMarché International AGの買収が完了
- 2023年11月 - ヴィヴェンディのグループに参画。
- 2024年10月 - パリ・マッチをLVMHへ売却
- 2024年11月 - アシェット・ブック・グループがバーンズ・アンド・ノーブルからSterling Publishingを買収
- 2024年12月 - ヴィヴェンディの事業分割によりルイ・アシェット・グループが親会社となる。

## 主要子会社
- LAGARDÈRE MEDIA SASU
  - アシェット・リーブル[14]（フランスの出版グループ）
    - HACHETTE UK HOLDING LTD
      - HACHETTE UK LTD（イギリスの出版グループ）

    - HACHETTE LIVRE ESPANA
      - GRUPO ANAYA SA（スペインの出版グループ）

    - HACHETTE COLLECTIONS
      - アシェット・コレクションズ・ジャパン

  - LAGARDÈRE TRAVEL RETAIL SASU - 旅行小売業グループの持株会社
    - ラガルデール・トラベル・リテール株式会社

  - LAGARDÈRE ACTIVE SASU - Lagardère News（ジュルナル・デュ・ディマンシュの発行会社、、ELLEブランドのライセンス会社）とLagardère Radio SCA（Europe 1、Europe 2、RFMのラジオ事業会社）の持株会社
    - 株式会社LAGARDERE ACTIVE ENTERPRISES JAPAN

  - LAGARDÈRE LIVE ENTERTAINMENT SAS - パフォーマンスホール（フォリー・ベルジェール、カジノ・ド・パリ、アルケア・アリーナ、Aréna du Pays d'Aix）の管理会社とコンサート・ショーの制作会社（L PRODUCTION）の持株会社
  - LAGARDÈRE PARIS RACING RESSOURCES SASU - スポーツクラブ事業
  - LAGARDÈRE NORTH AMERICA INC - アメリカ事業の持株会社
    - HACHETTE LIVRE USA INC
      - Hachette Book Group, Inc.（アメリカの出版グループ）
- LAGARDÈRE RESSOURCES SASU

## 日本におけるラガルデール
日本では、アシェットが帝人との提携解約より　1984年に東洋ファッション開発株式会社（1992年に株式会社ラガルデール・アクティブ・エンタープライズ・ジャパンに社名変更）を設立。ファッションアパレルブランド『ELLE PARIS（エル パリ）』など、ファッション雑誌「ELLE」関連のブランド商品の統括および開発を行っている。
LAGARDÈRE TRAVEL RETAILが日本拠点として2020年にラガルデール・トラベル・リテール株式会社を設立。ピエール・エルメと提携してコンセプトショップ「Made in ピエール・エルメ」を展開している。